# Luizinho Andanças
Luís Fernando Guaglianone dos Santos, mais conhecido como Luizinho Andanças (Rio de Janeiro, 9 de junho de 1963 – Rio de Janeiro, 18 de janeiro de 2025) foi um cantor e intérprete de samba-enredo e compositor brasileiro, sendo primo do também intérprete, Gilsinho.

## Biografia
Começou sua carreira artística  como componente da bateria da Acadêmicos de Santa Cruz no fim da década de 90. Parou para tentar carreira solo. O sobrenome veio do extinto grupo de samba chamado Andanças do Pagode, no qual fazia parte e era o vocalista. Em 1999, defendeu pela primeira vez um samba de um primo seu na Paraíso do Tuiuti, onde permaneceu por dois anos. Em 2001, voltou para a Santa Cruz também para defender um samba. Acabou sendo convidado para permanecer na escola e cantar o samba na avenida.
A desenvoltura e o bom desempenho de três carnavais pela Santa Cruz chamou a atenção da diretoria da Porto da Pedra que o contratou para ser o intérprete principal no carnaval 2005 pelo Grupo Especial. Foi na Porto da Pedra que ganhou projeção e tornou-se amplamente conhecido. Em 2005, o cantor deu um show na Marquês de Sapucaí com a escola de São Gonçalo, interpretando com alegria e descontração Festa Profana , samba que a União da Ilha apresentou em 1989. 
De 2006 a 2013, foi o intérprete da escola de samba Consulado, de Florianópolis, tendo conquistado o título do carnaval junto com a escola por três vezes. Após o carnaval de 2011, se desligou da Porto da Pedra, onde permaneceu por seis anos, para acertar com a Mocidade Independente. 
Em Outubro de 2013, Luizinho foi dispensado pela direção da Mocidade, a poucos dias a escola gravar sua faixa para o CD do sambas-enredo do Grupo Especial de 2014. Neste carnaval, Luizinho interpretou, em espanhol, o samba-enredo da Zum-Zum, escola de samba da cidade argentina de Paso de los Libres, além de estar no carnaval de Alegrete, fazendo um trio de canários juntamente com Giovane Castilhos e Zola Duarte.
Em 2015 chegou a ser contratado pela Vai-Vai, mas acabou dispensado antes da gravação do CD, permanecendo apenas na Águia Imperial, em Brasília. Após um bom tempo afastado do Carnaval Carioca, retornou em 2016 para defender a Unidos de Padre Miguel. No ano seguinte atuou nos desfiles da Intendente Magalhães, pela Arrastão de Cascadura e em 2018 retorna como cantor principal da Porto da Pedra.
Após um novo afastamento, retornou à Sapucaí em 2022 no carro de som da Inocentes de Belford Roxo, formando um trio com Silas Leléu e Tem Tem Sampaio, deixando a escola após o desfile. No carnaval de 2024, foi contratado pela Acadêmicos de Santa Cruz, marcando seu retorno à agremiação após 20 anos, onde fez dupla com Roninho.
Luizinho faleceu aos 61 anos em 18 de janeiro de 2025 no Hospital Pedro II em Santa Cruz, zona oeste do Rio, após complicações de um AVC.

## Títulos e estatísticas
|                  | Campeão        | Vice      |
| ---------------- | -------------- | --------- |
| Primeira Divisão | 2006 2007 2014 | 2008 2011 |
| Segunda Divisão  | 2002           | 2004      |

## Premiações
- Estrela do Carnaval

1. 2008 - Melhor intérprete (Porto da Pedra) [15]

- Prêmio SRzd

1. 2013 - Melhor intérprete (Mocidade) [16]

- Troféu Apoteose

1. 2013 - Melhor intérprete (Mocidade) [17]

- Troféu Rádio Manchete

1. 2008 - Melhor intérprete (Porto da Pedra) [18]

- Troféu Tupi Carnaval Total

1. 2013 - Melhor intérprete (Mocidade) [19]